# 阿里卡 (姓)
阿里卡，是主要使用于芬兰的芬蘭語姓。以下知名人物使用此姓：
- 凯娅·阿里卡（1929年2月3日－2014年8月14日），芬兰设计师、企业家。